# 木を植えた男
『木を植えた男』（きをうえたおとこ、フランス語：L'Homme qui plantait des arbres）は、フランスの作家ジャン・ジオノの短編小説である。1953年発表。
主人公である「私」が、人知れず荒野で植樹を続ける男エルゼアール・ブフィエ（Elzéard Bouffier）と出会い、男の活動により森が再生していく様子を回想として記すという形式をとる。しばしばノンフィクションであると誤解されるが、完全なフィクションである。
1987年には同作を原作として、フレデリック・バックの監督・脚本で同名の短編アニメが公開された。1987年アカデミー短編アニメ賞受賞、ほかいくつかの賞を受賞した。このほか、1989年にはバックが描き下ろしたイラストを用いた絵本が発表されている。
邦題はほかに『木を植えた人』など。男の名前が「ブッフィエ」などとされているものもある。

## 概要
1953年、アメリカ合衆国の雑誌『リーダーズ・ダイジェスト』の編集者から「私がこれまでに出会った中で最も並外れた人物」についての執筆依頼を受けたジオノは、1週間ほどで『木を植えた男』を書きあげた。当初、原稿を好意的に受け取った『リーダーズ・ダイジェスト』だったが、調査したところブフィエなる男は実在せず、作中に出てくる実在する地名もそれぞれの位置関係が全く合っておらず、単に地名を借用しただけであったことが判明した。それについてジオノに問い質すと、ジオノはブフィエを知っているという人物の名前を挙げたりしたが、その人物もまた架空であったという。実在の人物についての原稿を求めていた『リーダーズ・ダイジェスト』は、このようなジオノの態度もあって、ジオノを非難し『木を植えた男』を雑誌に掲載することを拒否した。その後、ジオノは『木を植えた男』の著作権を放棄した。
著作権放棄後の1954年に、アメリカの雑誌『ヴォーグ』に、英語訳版が "The Man Who Planted Hope and Reaped Happiness" （希望を植え幸福を育てた男）の題で掲載され、人気を博した。この英語訳を行なった翻訳者が誰なのかは不明となっている。その後、ほかの国でも翻訳、発表され、『木を植えた男』は世界中で親しまれるようになった。翻訳が掲載されたのは、エコロジー関連の雑誌が主であった。
英語訳版の広がりとは裏腹に、ジオノの母国フランスでは長年この小説はほとんど知られておらず、ジオノの生前はフランス国内では出版されなかった。1974年にいくつかの雑誌に掲載された後、1975年に「ジャン・ジオノ友の会会報」に『私がこれまでに出会った中で最も並外れた人物』として掲載され、死後13年経った1983年になって、ガリマール出版社からフランス語原文の小説が児童書として発売された。この1983年フランス語版には、ブフィエが架空の人物であることが記されていない。

### フィクション
しばしばこの作品は、読者に事実を元にしたものだと思い込ませるが、前述のとおりフィクションであり、ブフィエのモデルとなった実在の人物といったものも存在しない。ブフィエが亡くなったとされるバノンには、ブフィエの死亡記録はない。作中終盤で森が再生したとされているヴェルゴンという村には森はなく、そもそもヴェルゴン自体は実在するものの、作品の舞台となる高地からは数十キロメートルも離れたところにある小村であり、作中に登場する同名の村は名前を借りただけだと推測されている。
1957年には、ブフィエの話に感動したあるイギリス人女性から詳しい背景を知りたいと問い合わせを受けたオート＝プロヴァンスの営林署の職員がジオノに尋ねたところ、『木を植えた男』は「幻滅させてしまい申し訳ないが」フィクションであると手紙で返答を受けている。この手紙では、物語の狙いは「読者に“木を植えること”を好きになってもらうこと」であったと語り、ブフィエによってこの狙いは成功したとしている。また「この物語は自分に1サンチームの利益ももたらしていないが、そのおかげで目的を達成できた」とも記している。
その後もジオノのもとには、ブフィエの写真を送ってほしいという出版社や、ブフィエの森に最寄りの駅はどこかと尋ねる読者からの手紙などが何度も届いた。
『木を植えた男』のアニメーションを監督したフレデリック・バックも、ブフィエが実在しないことをアニメ制作途中まで知らなかった（後述）。また、日本のアニメーション監督で『木を植えた男を読む』の著者でもある高畑勲も実在しないことを知らなかった一人で、1988年にバックと対談したときは『木を植えた男』をまだ事実だと思い込んでいたため、そのことについて話題に出すこともなかった。後に虚構と知って、呆然となったという。

## あらすじ
この物語は、「私」の回想という形式をとる。
40年ほど前の1913年6月、フランスのプロヴァンス地方の荒れ果てた高地をあてもなく旅していた若い「私」は、この荒野で一人暮らしをしている寡黙な初老の男に出会う。近くには泉の枯れた廃墟があるだけで人里もないことから男の家に一晩泊めてもらうことになった「私」は、男がドングリを選別しているのに気付く。手伝おうと進言した「私」だったが、男は自分の仕事だからと言って断る。
翌日、男がこの地で何をしているのか気になった「私」は、もう1日ここに滞在したいと言うと、男は構わないという。はじめは散歩と称して男の後をついて歩いていた「私」だったが、男から「何もすることがないなら一緒に来ないか」と誘われて、男と連れ立って荒れた丘へ登る。そして男は、前日選別していたドングリを植える。
「私」は男に様々な質問をし、男はそれに答える。男の名前がエルゼアール・ブフィエであること、55歳であること、かつては他所で農場を営んでいたこと、一人息子と妻を亡くしたこと、特別にすることもないのでこの荒れた土地を蘇らせようと思い立ったことなど。ここが誰の土地かは知らないが、3年前から種子を植え始め、10万個植えたナラの種子の多数は駄目だったが、1万本ほどは育つ見込みがあるという。ナラ以外の植樹も計画していると話すブフィエと「私」は、その翌日に別れた。
翌1914年から第一次世界大戦が始まり、従軍した「私」はブフィエを思い出すこともなかった。5年後に戦争が終結し、わずかな復員手当てを貰った「私」は、澄んだ空気を吸いたいという思いから、再び1913年に訪れた荒野へ足を運ぶ。ブフィエや彼の植樹活動のことを思い出しながら廃墟を過ぎ、かつての荒野に近づいた「私」は、荒野が何かに覆われているのに気付く。
ブフィエは変わらず木を植え続けていた。戦争のことなど全く気にせず木を植え続けていたというブフィエの言葉に、「私」は納得する。「私」とブフィエは連れ立って、10年前の1910年に植えられ、荒野を覆うように育ったナラの森を歩く。「私」の背丈より高く成長したナラの木々に、「私」は深い感銘を覚える。ほかにも「私」が従軍していた1915年に植えられたというシラカバの森は、「私」の肩のあたりまで成長していた。
1920年以降、「私」は年に1度は必ずブフィエを訪ねるようになる。ブフィエの計画は常に成功したわけではなく、1年がかりで植えたカエデが全滅するなど悲劇に見舞われることもあったが、ブフィエは挫けることなくひとり木を植え続ける。木々の復活はあまりにゆっくりとした変化だったため、周囲の人間はブフィエの活動に気付かず、ときどき訪れる猟師などは森の再生を「自然の悪戯」などと考えていた。また、森林保護官が「自然に復活した森」に驚き、そこに住むブフィエに「森を破壊しないように」と厳命するなどの珍事まで起こる。しかしそういったことも関係なく、ブフィエは木を植え続ける。
その後も第二次世界大戦など様々な危機があったが、「私」の友人である政府役人の理解と協力などもあって、森は大きな打撃を受けることはなかった。ブフィエはそれらも気にせず木を植え続け、いつしか森は広大な面積に成長していた。森が再生したことで、かつての廃墟にも水が戻り、新たな若い入植者も現れ、楽しく生活している。しかし彼らはブフィエの存在も、ひとりの男が森を再生したことも知らない。
ブフィエは1947年、バノンの養老院で安らかに息を引き取った。

## 日本語訳
複数の日本語訳がある。
- 木を植えた人 （原みち子訳、こぐま社、1989年、ISBN 4-7721-9006-6）
- 木を植えた男 （寺岡襄訳、フレデリック・バック絵、あすなろ書房、1989年、ISBN 4-7515-1431-8）
- 木を植えた男を読む （高畑勲訳、徳間書店、1990年、ISBN 4-19-364279-8）
- 木を植えた男 （寺岡襄訳、フレデリック・バック絵、あすなろ書房〈あすなろセレクト〉、1992年、ISBN 4-7515-1711-2）
- 木を植えたひと （福井美津子訳、ウィリー・グラサウア絵、世界文化社、2005年、ISBN 4-418-05508-8）
- 木を植えた男 （山本省訳、彩流社、2006年、ISBN 4-7791-1182-X）

など。一部の書籍には、翻訳者による解説が付属しているものもある。その他、学校の教科書教材として翻訳されているものもある。
1989年の寺岡訳は、バックの絵本を翻訳したものである。1992年の寺岡訳は1989年の訳書の文芸版で、若干訳が変更されているほか、バックのイラストは挿絵に留まっている。
1990年の高畑訳には、日本語翻訳のほか、ジオノ（本書ではジヨノとしている）のフランス語原文にバックのアニメーションのカットを付けたものを収録している。

## アニメーション
1987年に、ジオノの小説を原作として、カナダのアニメーション作家フレデリック・バック監督・脚本で同名の短編アニメ "L'Homme qui plantait des arbres" が発表された。言語はフランス語、時間は約30分。
バックは1982年にガリマール出版社から映画化権を得て制作を開始した、制作には4年半かかっている。動画は色鉛筆によるおよそ2万枚のパステル調のスケッチからなる。バックはこのアニメーションの制作中に、誤って定着液を右目に入れてしまったことから右目を失明しているが、その後は左目のみで作品を完成させている。
バックは小説『木を植えた男』を初めて読んで十数年後、アニメの制作を始めた後に、この物語がフィクションでブフィエが実在しないことを知った。大きな衝撃を受け、一時は途方に暮れたが、原作者ジオノの生い立ちや物語の成立を知ることで立ち直ったと、バックは語っている。
日本では、1980年代後半から1990年代前半にかけて、日本語訳版がLD・VHSで販売された。2000年代以降はもDVD化もされている。2011年には東京都現代美術館で開催された『フレデリック・バック展』に連動する形で、他のバックの作品も含めたDVD『木を植えた男／フレデリック・バック作品集』がスタジオジブリから発売された。

### スタッフ
- 原作：ジャン・ジオノ
- 監督・脚本：フレデリック・バック
- 撮影：クロード・ラピエール、ジャン・ロビヤール
- 音楽：ノルマン・ロジェ
- 制作：ラジオ・カナダ

### 受賞
- 1987年アヌシー国際アニメーション映画祭 グランプリ
- 1987年第2回広島国際アニメーションフェスティバル グランプリ
- 1987年アカデミー短編アニメ賞 受賞

### 社会への影響
バックによれば、植樹の歴史が浅いカナダにおいて、アニメ公開後の1987年には大きな植樹運動が起こった。それまで年間3000万本程度だった植樹がその年には2億5000万本に達し、カナダの植樹史上初めて、その年に伐採された木よりも植えられた木の方が多くなったという。